# Paul Locatelli
Paul Leo Locatelli SJ (* 16. September 1938; † 12. Juli 2010) war ein US-amerikanischer Jesuit, Ökonom, Hochschullehrer und Universitätspräsident.

## Leben
Paul Locatelli studierte an der vormaligen University of Santa Clara und wurde an der University of Southern California 1960 in Wirtschaftswissenschaften promoviert. 1974 wurde er zum Professor für Accounting an der SCU ernannt und war Dekan der School of Business, von 1978 bis 1986 stellvertretender Präsident der SCU. 1988 wurde er zum Präsidenten der Santa Clara University in Santa Clara, Kalifornien, ernannt. In dieser Funktion war er wesentlich an deren Entwicklung zu einer der führenden Universitäten in den Vereinigten Staaten beteiligt. Die Stiftungsmittel der katholischen Universität stiegen in seiner Amtszeit von $ 77.000.000 im Jahr 1988 auf über $ 700.000.000 im Jahr 2008. Für die Führung der Santa Clara University wurde er mit dem Spirit of Silicon Valley Lifetime Achievement Award der Silicon Valley Leadership Group sowie 2009 mit dem David Packard Award ausgezeichnet. 2008 ging er in den Ruhestand.
Locatelli trat 1962 in den Jesuitenorden ein und empfing 1974 die Priesterweihe. Er war Sekretär für das Hochschulwesen der weltweiten Gesellschaft Jesu in Rom. Am 16. Januar 2002 wurde er durch Papst Johannes Paul II. mit dem Pro Ecclesia et Pontifice ausgezeichnet.
Er starb an den Folgen einer Bauchspeicheldrüsenkrebs-Erkrankung.